# A-004
A-004 foi o sexto e o último teste de aborto da nave Apollo, para o Programa Apollo da NASA. Lançado a partir do Campo de Teste de Mísseis de White Sands, Novo México, em 20 de janeiro de 1966, o voo suborbital teve duração de 6 minutos e 50 segundos. 
A missão A-004 foi o último teste do Veículo de Lançamento de Escape Apollo (LEV), e o primeiro voo do Bloco I. O objetivo da missão era demonstrar que o LEV seria capaz de se orientar e se estabilizar, em atitude apropriada, após ser submetido a um alto índice de evoluções, durante a fase do acionamento do aborto. Também, que o veículo poderia manter sua integridade estrutural sob as condições de teste em que a estrutura do Módulo de Comando fosse levada ao limite planejado. O veículo de lançamento foi o quinto e o último voo do Little Joe II. 
O sistema de propulsão consistiu de quatro motores Algol e cinco Recruit. O controle de atitude foi similar ao usado na missão A-003, exceto que o sistema de controle de reação foi cancelado, e o veículo foi capacitado para responder ao comando de pitch up por um rádio transmissor. A manobra de pitch up foi necessária para ajudar no início do "tumbling" do veículo de lançamento. 
A espaçonave para essa missão consistiu de uma modificação do comando do Bloco I, modelo do Módulo de Serviço e modificação do sistema de escape no lançamento (LES) do Bloco I (airframe 002). O centro de gravidade e o vetor de empuxo foram modificados para assegurar que o "tumbling" podia ser alcançado após o início do aborto. O sistema de pouso (ELS) foi essencialmente o mesmo que foi usado durante o Teste de aborto 2.
O veículo foi lançado em 20 de janeiro de 1966, após adiamento devido à dificuldades técnicas e condições meteorológicas adversas. A manobra “pitch up” foi comandada de terra quando a telemetria mostrou que a altitude desejada e condições de velocidade foram atingidas. O aborto planejado foi automaticamente iniciado 2.9 segundos depois. O LEV iniciou a queda imediatamente após o inicio do aborto. As taxas de "pitch" (arfagem) e "yaw" (guinadas) alcançaram picos de 160 graus por segundo, e a taxa de rotação alcançou um pico de menos 70 graus por segundos. 
Os canards superficiais do LES desdobraram no tempo apropriado e estabilizou o Módulo de Comando com o escudo térmico, após o veículo de escape cair por quatro minutos. O alijamento da torre e a operação do sistema de pouso foram normais, e o Módulo de Comando pousou a 34,6 km do lançamento, após ter  alcançado uma altitude máxima de 23,8 km do nível do mar. Todos os sistemas funcionaram satisfatoriamente, as cargas dinâmicas e os valores de resposta estruturais estavam dentro dos limites designados e valores previstos.
Apesar de um valor de carregamento estrutural, de interesse primário, não ter sido alcançado (pressão do diferencial local entre o interior e o exterior da parede do Módulo de Comando), todos os objetivos do teste foram alcançados. 